# Sture Pettersson
Sture Helge Vilhelm Pettersson (Vårgårda, 30 settembre 1942 – Alingsås, 26 giugno 1983) è stato un ciclista su strada svedese.

## Palmarès
- Giochi olimpici

Tokyo 1964: bronzo nel cronometro a squadre.
Città del Messico 1968: argento nel cronometro a squadre.
- Mondiali

Heerlen 1967: oro nel cronometro a squadre.
Imola 1968: oro nel cronometro a squadre.
Zolder 1969: oro nel cronometro a squadre.